# Batalha do Lago Vadimo (283 a.C.)
A Batalha do Lago Vadimo foi travada em 283 a.C. entre as forças da República Romana e as forças combinadas de etruscos e gauleses e boios. O exército romano foi comandado pelo cônsul Públio Cornélio Dolabela, que conseguiu uma grande vitória. Infelizmente, esta batalha ocorreu num período no qual os livros da "História Romana", de Lívio, o mais detalhista historiador da época, se perderam. A melhor fonte é Políbio, mas ele não entra em detalhes. Um fragmento de Apiano é confuso. Para mais detalhes, veja Batalha de Arrécio.

## História
Esta seria a segunda de duas batalhas travadas perto do Lago Vadimo, um pequeno lago parcialmente seco, de origem vulcânica, perto da cidade etrusca de Horta (moderna Orte), que ficava no vale do baixo Tibre, não muito distante de Roma. A batalha anterior foi travada em 310 a.C., durante a Segunda Guerra Samnita, entre romanos e uma grande coalizão de cidades-estado etruscas, a maior batalha entre romanos e etruscos.
O texto de Apiano é pouco claro e confuso, pois ele não liga o evento dos embaixadores com o cerco e a batalha de Arrécio. Ele também não cita onde os embaixadores se encontraram com Britomaro. O fato do pai dele ter sido morto pelos romanos enquanto lutava para os etruscos na mesma guerra pode sugerir que esta batalha anterior teria sido a Batalha do Lago Vadimo, que envolveu uma força combinada de etruscos e gauleses (a batalha de Arrécio envolveu apenas gauleses). A segunda batalha, mencionada por Políbio, na qual etruscos e gauleses foram novamente derrotados e pediram à paz, pode muito bem corresponder à segunda batalha mencionada por Apiano. Porém, enquanto Políbio localiza esta segunda batalha contra gauleses e etruscos no ano seguinte (283 a.C.), Apiano alega que ela teria sido vencida por Cneu Domício Calvino, o outro cônsul de 283 a.C.. Apiano não menciona os gauleses boios nesta segunda batalha e aparentemente não faz referência à Batalha de Arrécio, pois não há menção de um cerco, de uma batalha de romanos e gauleses apenas e nem de prisioneiros romanos; além disto, o motivo da embaixada era diferente. A falta de menção de onde as batalhas foram travadas piora o problema. 
Pode também haver uma discrepância na sequência de eventos mencionados por Políbio e a que se pode inferir a parti do texto de Apiano. Segundo Políbio, a ordem foi a Batalha de Arrécio, a devastação do Ager Gallicus (como os romanos chamavam o território dos sênones), a Batalha do Lago Vadimo e uma batalha final. Já segundo Apiano, Batalha de Lago Vadimo, a devastação do Ager Gallicus e a batalha final (sem menção à Batalha de Arrécio).